# Pedicularis salviiflora
Pedicularis salviiflora är en snyltrotsväxtart som beskrevs av Adrien René Franchet. Pedicularis salviiflora ingår i släktet spiror, och familjen snyltrotsväxter. Utöver nominatformen finns också underarten P. s. leiocarpa.